# Onthophagus phanaeomorphus
Onthophagus phanaeomorphus là một loài bọ cánh cứng trong họ Bọ hung (Scarabaeidae).